# Гауверзейл
Гауверзейл (нід. Houwerzijl, нід. вимова: [ˌɦʌuʋərˈzɛil]) — село в нідерландській провінції Гронінген. Входить до муніципалітету Гет-Гогеланд.
Його площа становить 0,34км², а населення станом на 2021 рік складало 175 осіб.
Перша згадка про населений пункт датується 1347 роком.

## Галерея

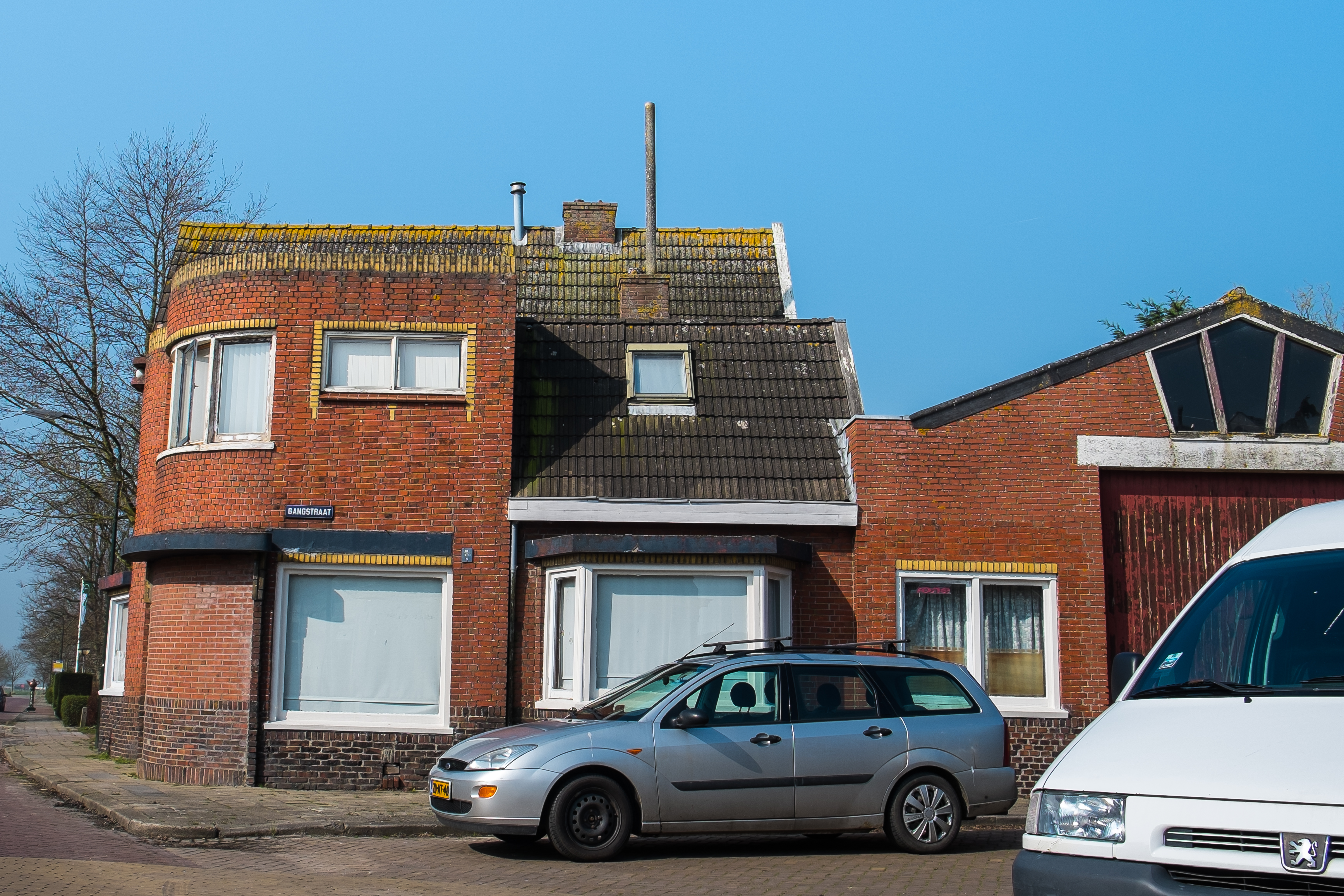
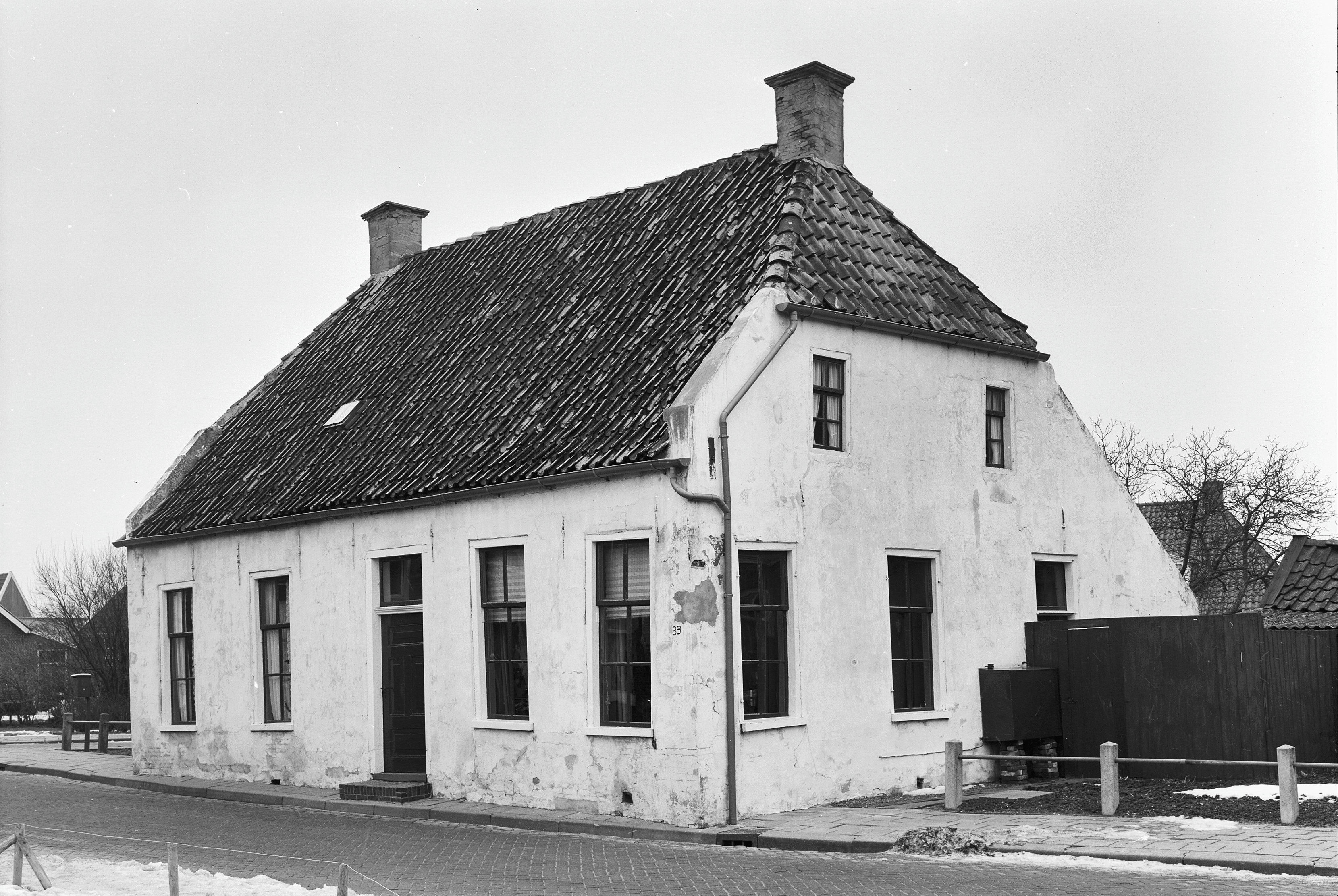
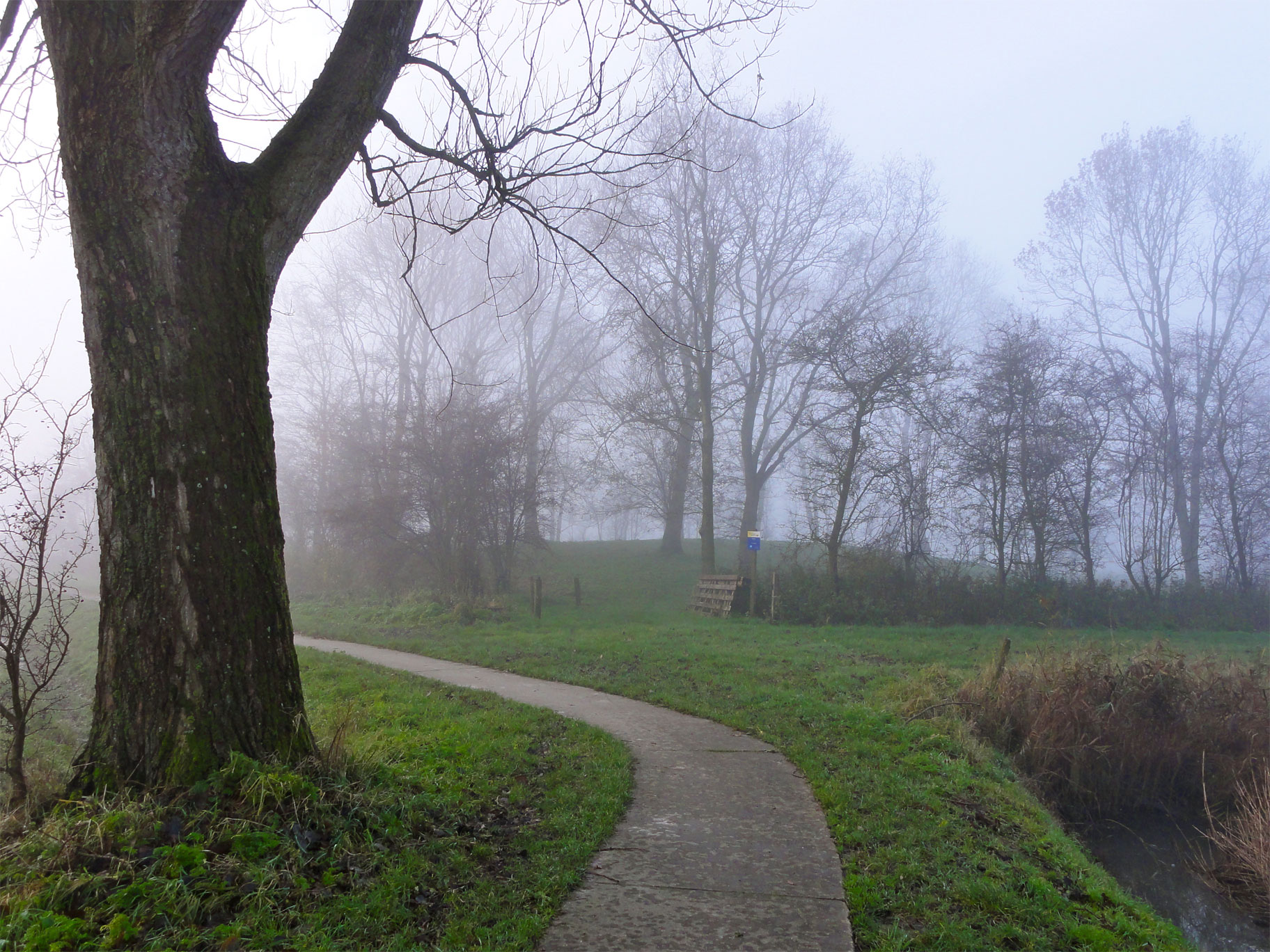